# Cmentarz ewangelicki na Świętym Wojciechu w Poznaniu
Cmentarz ewangelicki na Świętym Wojciechu w Poznaniu (zwany dysydenckim) – nieistniejący cmentarz położony dawniej na terenie Świętego Wojciecha w Poznaniu.

## Historia
W myśl mandatów królewskich z 1555 i 1556, egzekwowanych skrupulatnie przez starostę Janusza Kościeleckiego, na terenie miasta Poznania obowiązywał zakaz odbywania praktyk religijnych przez protestantów. Głównym ośrodkiem protestantyzmu stało się wówczas przedmieście Święty Wojciech (obowiązywała tam jurysdykcja duchowna, nie królewska). W 1596 gmina luterańska otrzymała w dzierżawę wieczystą od proboszcza Jana Mrowińskiego tzw. Łysą Górę lub Górę Czerwowską – wzniesienie położone nieco na północ od kościoła św. Wojciecha. Nazwa wzgórza powzięta została od nazwiska mieszczan – rodziny Czerwów-Bukwiczów. Na tym terenie powstał ośrodek reformacyjny złożony z drewnianego kościoła, pastorówki, trzech domów pracowników kościelnych, szpitala dla ubogich, szkoły i cmentarza założonego już w 1592.
Cmentarz przetrwał wszystkie okresy silnych animozji religijnych w dobie kontrreformacji. Został zlikwidowany dopiero w pierwszej połowie XIX wieku w związku z budową pasa fortyfikacji wokół miasta. Nadprezydent Eduard Heinrich Flottwell zrekompensował gminie luterańskiej utratę nekropolii parcelą na przedmieściu Nowe Ogrody (obecny Park Jana Henryka Dąbrowskiego), wykupionej od Anny Mycielskiej. Protestanci otrzymali również odszkodowanie w wysokości pięciu tysięcy talarów. Część parceli przyznano też gminie kalwińskiej. Konsekracja nowych cmentarzy nastąpiła 11 grudnia 1831. Nagrobki i sarkofagi translokowano ze Wzgórza Świętego Wojciecha, co opisał Marceli Motty w swoich Przechadzkach po mieście: Pamiętam dobrze, gdy ów pagórek cmentarny skopywano i nieboszczyków z niego rugowano. W niektórych miejscach prostopadle skopanych trumny wyglądały, kości i czaszki sterczały z ziemi jak   rodzynki i migdały z przekrajanej baby. Wszystkie resztki nieboszczyków, co się tam znalazły, przewieziono do nowo założonego cmentarza przy Półwiejskiej ulicy.
Obecnie po nekropolii nie dochował się żaden ślad w terenie. Mniej więcej w tym miejscu stoi Pomnik Armii Poznań.